# Salina Cruz
Salina Cruz è un comune del Messico, situato nello stato di Oaxaca. La città è molto calda e soleggiata tutto l'anno ed è anche ventosa. La temperatura media del mese di gennaio è di 26,3 °C e quella del mese di maggio è di 29,9 °C. Ci sono precipitazioni abbondanti nei mesi di giugno, luglio e agosto. Il periodo secco, fuori dalla stagione degli uragani, è da dicembre ad aprile.